# Втори солунски окръжен конгрес
Вторият солунски окръжен конгрес на Солунския революционен окръг на ВМОРО се повежда на 10, 11 и 12 август 1905 година в Солун, само 2 месеца след Първия Солунски окръжен конгрес. Неговата задача е подготовката на окръга за предстоящия общ конгрес.

## Дейност
С писмо от началото на 1905 година Даме Груев приканва ръководителите на Солунския революционен окръг да проведат окръжен конгрес, на който да бъдат избрани окръжни делегати за предстоящия общ Рилски конгрес на ВМОРО.
По решенията Първия солунски конгрес се повдига дискусия във вестник „Революционен лист”. Срещу решенията му се обявяват и легалните дейци на ВМОРО от Солунски революционен окръг.
Присъстват делегати, предимно легални дейци, от Солунския, Кукушкия, Дойранския, Тиквешкия, Гевгелийския и Воденския революционни райони, а Ениджевардарският район упълномощява Борис Мончев да ги представляват и изпращат писмо с решенията на местния комитет. Писмени мнения изпращат войводите Димитър Занешев, Тодор Чочков, Кралчев (вероятно Дельо Калъчев) и Аргир Манасиев. Настъпват промени в окръжното управление: мястото на Борис Мончев е заето от Стоян, Иван Гарванов е заменен от неизвестен легален деец, Евтим Спространов остава член, а допълнително е назначен и Моисей. Лука Иванов и Аргир Манасиев са включени в окръжното управление, като Лука Иванов е назначен и за войвода на окръжната ревизионна чета.
Конгресът дава мнението си за предложения дневен ред на общия конгрес от Скопското окръжно управление. Обсъждат се отношенията с чуждите пропаганди, отношенията с България и външните фактори, стратегията, тактиката и програмата на ВМОРО за в бъдеще, преосмисля се свършената дейност към момента. Решенията, взети на конгреса, се обобщават в протокол от 10 точки. За делегати на Рилския конгрес са избрани Борис Мончев, Аргир Манасиев и Добри Даскалов.
Решено „занапред четите не би трябвало да бъдат големи и войнствующи, а просто агитационни между населението“, а смъртните наказания да се заместят с убеждения и заплахи. Констатира се, че „не е в интерес на работата организацията да се държи изключително почти в ръцете на учителите“, а трябва да се привлекат „хора от самото общество“. Предлага се да се състави съд, който да съди Борис Сарафов като главен виновник за прибързано повдигнатото Илинденско-Преображенско въстание. Застъпва се идеята за автономия на Македония, като се подчертава, че „добре разбраните интереси изискват да се работи въз почвата на автономията“. Обсъдена е нуждата за отпор срещу опитите за създаване сфери на влияние от Сърбия, Гърция и България, и разграничаване от Българската екзархия и България. Приема също да се води активна борба с гръцката и сръбската въоръжени пропаганди и да се издава вестник на френски, който да защитава интересите на ВМОРО в Европа. Делегатите на конгреса се изказват скептично за взетите решения на конгреса на Струмишкия революционен окръг от същия месец, за даване на широки права на местните комитети.